# Antic Col·legi Universitari Concepció de Maria
L'Antic Col·legi Universitari Concepció de Maria és una obra de Cervera (Segarra) protegida com a Bé Cultural d'Interès Local.

## Descripció
Edifici situat entre el portal i una torre angular de la muralla del sector meridional del municipi. Consta de planta baixa, dos pisos i golfes disposades en una planta rectangular amb coberta a dues aigües. El parament és a base de carreus regulars, ben escairats, arrebossats i pintats als murs i visibles a les cadenes cantoneres i als emmarcaments de les obertures. Les façanes visibles de l'edifici són: la principal a la plaça Santa Anna, la lateral al carrer Major i la posterior al carreró del Salí. A la planta baixa de la façana principal, hi destaquen cinc obertures amb arc carpanell parcialment tapiades per l'ús comercial de l'espai. A la primera planta hi ha cinc obertures, de les quals dues són finestres i la resta balcons independents. A la segona planta, en canvi, hi ha sis finestres. A la façana lateral, hi ha dues finestres quadrangulars als baixos, tres obertures unides per una balconada al primer pis, i tres balcons independents al segon. En les baranes dels balcons hi destaca l'ús de ferro forjat, amb motius florals als del primer pis i senzill al segon. En ambdues façanes hi ha finestres el·líptiques al nivell de les golfes. A la façana posterior, les obertures són més irregulars i alternen les finestres, les finestres balconeres i una porta cotxera. A la cantonada de la façana principal amb la lateral, hi ha una fornícula de grans dimensions amb arc apuntat on s'hi alberga una imatge de Santa Anna.

## Història
Segons la documentació municipal, l'any 1753 s'autoritza l'edificació d'una seguida de pilars per formar una porxada oberta a peu pla de la casa. Ben aviat, amb la vinguda de la Universitat al municipi, s'hi estableix un dels col·legis majors que, com el de l'Assumpció o el de Sant Carles, servirien per facilitar els estudis universitaris seguint la llarga tradició de l'Estudi General de Lleida. L'any 1822 es comencen a tapiar les arcuacions de la planta baixa. Durant la primera meitat del segle xx, s'hi estableix la Fonda Barcelonesa, propietat de Juan Tarruell Vilaró. Els Tarruell, que després de la Guerra Civil, l'anomenaran "El hostal del Lacetano", la mantenen oberta fins als anys 60 del segle xx. Aleshores, els baixos de l'edifici es destinen a local comercial i la resta de plantes a habitatge.
El fet d'albergar la imatge de Santa Anna, és un record de l'emplaçament de l'antiga capella de Santa Anna, avui desapareguda i antigament situada en aquest indret, vora el portal del mateix nom que marcava l'inici del carrer Major.